# Akropolis-Turnier 1996
Die 10. Auflage des Akropolis-Basketball-Turniers 1996 fand zwischen dem 5. und 7. Juli 1996 im Vorort  Marousi von Athen statt. Ausgetragen wurden die insgesamt sechs Spiele in der Olympiahalle.
Neben der gastgebenden Griechischen Nationalmannschaft nehmen auch die Nationalmannschaften aus Italien und Deutschland teil. Das Teilnehmerfeld komplettierte eine Auswahl aus den Vereinigten Staaten. Während es für Deutschland die erste Teilnahme am Akropolis-Turnier war, nahmen die Italiener zum bereits sechsten Mal teil.
Für die deutsche Nationalmannschaft nahmen folgende Spieler am Turnier teil:
Stephen Arigbabu, André Bade, Vladimir Bogojevič, Patrick Femerling, Jörg Lütcke, Jürgen Malbeck, Tim Nees, Ademola Okulaja, Marko Pešić, Malik Ruddigkeit, Gerrit Terdenge, Drazan Tomic und Denis Wucherer.
Als MVP des Turniers wurde der Grieche Theofanis Christodoulou ausgezeichnet.

## Begegnungen
| 5. Juli 1996 | Griechenland       | 80 - 74  | Deutschland        |
| 5. Juli 1996 | Vereinigte Staaten | 78 - 71  | Italien            |
| 6. Juli 1996 | Griechenland       | 71 - 48  | Italien            |
| 6. Juli 1996 | Vereinigte Staaten | 106 - 93 | Deutschland        |
| 7. Juli 1996 | Griechenland       | 84 - 62  | Vereinigte Staaten |
| 7. Juli 1996 | Deutschland        | 58 - 64  | Italien            |

## Tabelle
| Rang | Land               | Punkte | Körbe   |
| ---- | ------------------ | ------ | ------- |
| 1    | Griechenland       | 6      | 235-184 |
| 2    | Vereinigte Staaten | 5      | 246-248 |
| 3    | Italien            | 4      | 183-207 |
| 4    | Deutschland        | 3      | 225-250 |